# Profesor a šílenec
Profesor a šílenec (v originále The Professor and the Madman) je životopisný film z roku 2019, který natočil režisér Farhad Safinia (pod pseudonymem P. B. Shemran) podle scénáře Safinii a Todda Komarnického, který vznikl na motivy knihy The Surgeon of Crowthorne z roku 1998 (ve Spojených státech vydáno pod názvem The Professor and the Madman) od Simona Winchestera. Hrají: Mel Gibson, Sean Penn, Natalie Dormer, Eddie Marsan, Jennifer Ehle, Jeremy Irvine, David O'Hara, Ioan Gruffudd, Stephen Dillane a Steve Coogan.
Film pojednává o profesoru Jamesi Murrayovi, který se v roce 1879 stal ředitelem projektu Oxford University Press The New English Dictionary on Historical Principles (dnes známý jako Oxford English Dictionary), a o muži, který se stal jeho přítelem a kolegou, W. C. Minorovi, lékaři, který zpracoval více než 10 000 hesel, zatímco byl zavřen v Broadmoor Criminal Lunatic Asylum v Crowthorne poté, co byl shledán nevinným z vraždy z důvodu nepříčetnosti.
Film se natáčel v Dublinu v roce 2016 a stal se součástí právní bitvy Gibsona a Safinho proti společnosti Voltage Pictures, která odložila jeho uvedení do kin na rok 2019 a vedla k tomu, že se dvojice Gibson - Safinia výsledného produktu zřekla.

## Děj
V roce 1872 zabije bývalý americký armádní chirurg William Minor v Londýně nevinného muže během halucinace a je internován v ústavu Broadmoor jako nepříčetný. Mezitím profesor James Murray zahajuje práci na ambiciózním slovníku Oxford English Dictionary a vyzývá veřejnost k zasílání příspěvků. Minor, kterému ředitel ústavu umožní mít knihovnu, začne posílat stovky slovních definic, čímž významně pomůže projektu.
Murray se s Minorem spřátelí, ale před kolegy i manželkou jeho stav tají. Minor začne podporovat vdovu po muži, kterého zabil, Elizu, a naučí ji číst. Mezi nimi vznikne citové pouto, ale Minorovo duševní zdraví se zhorší a v psychotickém záchvatu si ublíží. Jeho přínos je později odhalen a zpochybněn, což ohrozí Murraye. Po zásahu Churchilla je Minor deportován do USA a Murray obnoven ve funkci.
Slovník je dokončen v roce 1928 a obsahuje přes 400 000 slov. Minor i Murray zemřou před jeho dokončením, ale jejich přátelství přetrvá jako základ díla.

## Obsazení
- Mel Gibson jako James Murray
- Sean Penn jako Dr. William Chester Minor
- Natalie Dormer jako Eliza Merrett
- Eddie Marsan jako Muncie, strážný v Broadmooru
- Jennifer Ehle jako Ada Murrayová, Murrayova druhá žena, matka jejich 11 dětí
- Jeremy Irvine jako Charles Hall
- David O'Hara jako Church
- Anthony Andrews jako Benjamin Jowett
- Ioan Gruffudd jako Henry Bradley
- Stephen Dillane jako Dr. Richard Brayne, který má na starosti Broadmoor
- Steve Coogan jako Frederick James Furnivall
- Laurence Fox jako Philip Lyttelton Gell
- Lars Brygmann jako Max Müller
- Brendan Patricks jako Winston Churchill, ministr vnitra
- Aidan McArdle jako obhájce Clarke
- Adam Fergus jako Alfred Minor
- Anthony Brophy jako seržant Steggles
- Olivia McKevittová jako Clare Merettová, dcera Elizy
- Shane Noone jako George Merett, manžel Elizy